# Leiblfing
Leiblfing – miejscowość i gmina w Niemczech, w kraju związkowym Bawaria, w rejencji Dolna Bawaria, w regionie Donau-Wald, w powiecie Straubing-Bogen. Leży około 12 km na południe od Straubingu, nad rzeką Aiterach.

## Dzielnice
W skład gminy wchodzi 49 dzielnic: 
| - Affa - Altfalterloh - Aspersgrund - Burgstall - Dirschkirn - Eschlbach - Eschlspitz - Fendl - Fierlbrunn - Frauenholz - Fußmühle - Großklöpfach - Grünberg - Haid - Haidersberg - Hailing - Hankofen - Hardt - Hausmetting - Hetzhof - Holzmauer - Kaltenbrunn - Kapitelholz - Kornbach | - Kriegsstadl - Leiblfing - Metting - Mundlfing - Niedersunzing - Obersunzing - Oberwalting - Radlmoos - Rauher - Reithof - Rohrhof - Roßhardt - Rothmühle - Rutzenbach - Schleinkof - Schwimmbach - Schwineck - Seibersdorf - Siffelbrunn - Sondergai - Spitalholz - Straßmühle - Wackerstall - Weihern |

## Demografia
| Rok  | Liczba mieszk. |
| ---- | -------------- |
| 1970 | 3392           |
| 1987 | 3395           |
| 2000 | 3839           |

## Oświata
(na 1999)

W gminie znajduje się 100 miejsc przedszkolnych (113 dzieci) oraz szkoła podstawowa (22 nauczycieli, 358 uczniów).

## Osoby urodzone w Leiblfing
- Anneliese Michel (21 września 1952) – katoliczka, poddana egzorcyzmom